# Eleições diretas do Partido Social Democrata (Portugal) de 2014
As eleições diretas do Partido Social Democrata em 2014 ocorreram em Portugal e serviram para determinar quem seria o Presidente do Partido Social Democrata no mandato 2014-2016. O candidato único, Pedro Passos Coelho, conseguiu a reeleição para um terceiro mandato à frente do PSD.
Pedro Passos Coelho era então o Presidente do PSD e Primeiro Ministro, governando em conjunto com o CDS-PP de Paulo Portas.
Pedro Passos Coelho foi reeleito na liderança do PSD, vindo a disputar as eleições legislativas de 2015 contra o socialista António Costa.